# Рушавец
Рушавец (рум. Rușavăț) — село у повіті Бузеу в Румунії. Входить до складу комуни Віперешть.
Село розташоване на відстані 93 км на північ від Бухареста, 33 км на захід від Бузеу, 127 км на захід від Галаца, 77 км на південний схід від Брашова.

## Населення
За даними перепису населення 2002 року у селі проживали 312 осіб, усі — румуни. Усі жителі села рідною мовою назвали румунську.